# William Carpenter Lambert
Pour les articles homonymes, voir Lambert.
William Carpenter « Bill » Lambert (né le 18 août 1894 à Ironton et le 19 mars 1982) est un aviateur militaire américain.

## Biographie
As de l'aviation, il est crédité de 18 victoires aériennes,, ce qui en fait l'un des principaux as américains de la Première Guerre mondiale. Il a reçu la Distinguished Flying Cross.
Il participe également à la Seconde Guerre mondiale, prenant sa retraite de Lieutenant-colonel en 1945.
Son expériences lors de la guerre sont relatées dans ses mémoires Combat Report (1973).